# Renault 7

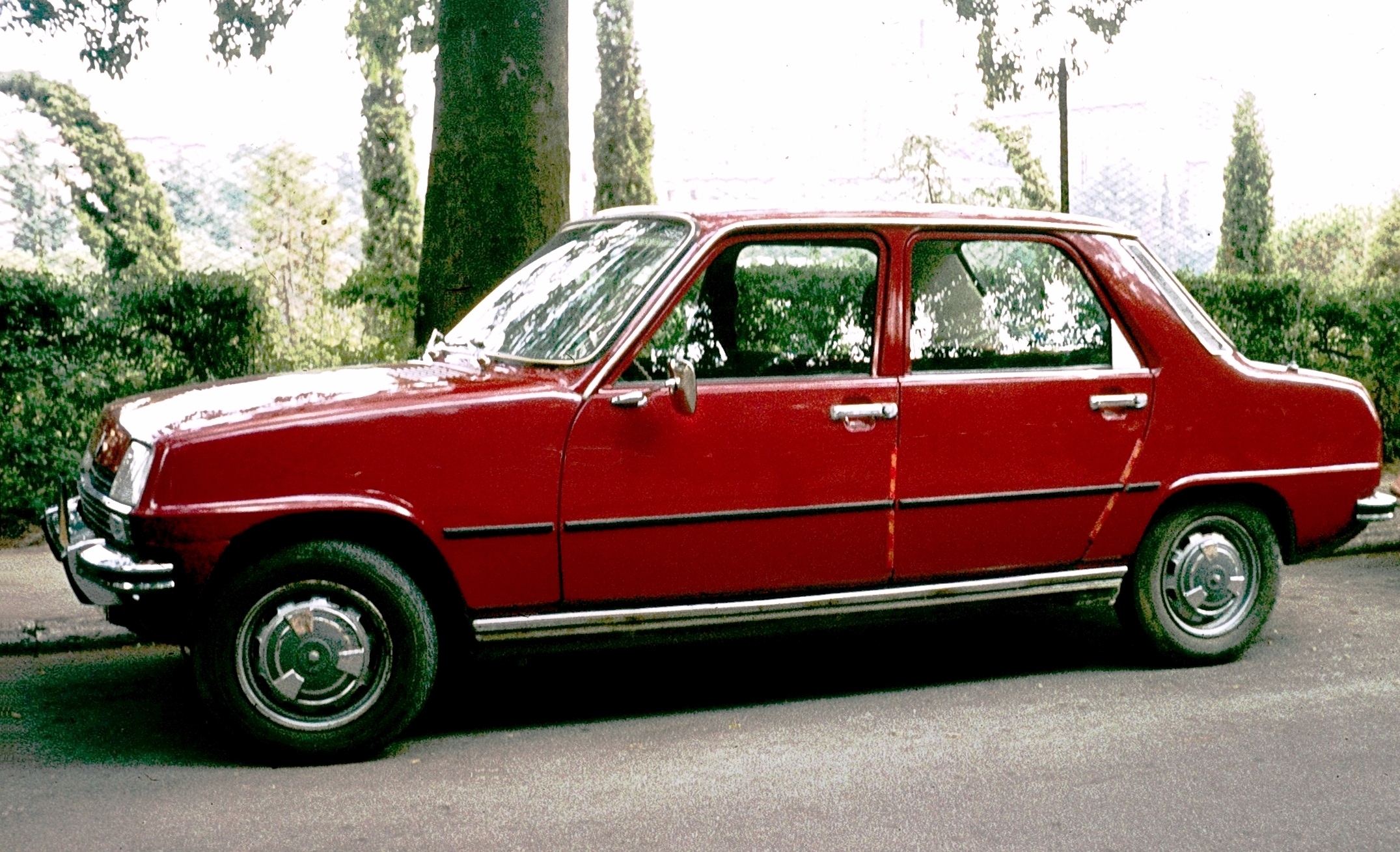
Renault 7 z roku 1976

Renault 7, také R7, je čtyřdveřový sedan odvozený od první generace Renaultu 5. Montoval se ve Španělsku v letech 1974 - 1982 s benzinovými motory 1037 cm3 (37kW/50 k) a 1.1L (33kW/45 k).
Jeho nástupcem se stal až Renault Thalia (někde značený jako Clio Symbol, Clio Sedan, atd.) vyráběný od roku 1999.